# Estació d'Horta
|  | Aquest article tracta sobre l'estació del metro de Barcelona. Si cerqueu l'antiga estació de la línia de Granollers, vegeu «estació d'Horta (FBG)». |

Horta és una estació de la Línia 5 del metro de Barcelona sota el Carrer Tajo al barri d'Horta al districte d'Horta-Guinardó de Barcelona. L'estació va entrar en servei el 1967 com a part de la Línia II. Tres anys més tard el 1970 amb la prolongació de la Línia V entre Diagonal i Sagrera va passar a formar part de la Línia V. Té accessos des del mateix Carrer Tajo, per la Plaça d'Eivissa i el Carrer Lisboa. El 2010 l'estació va deixar de ser capçalera de la L5 amb la prolongació d'aquesta fins a Vall d'Hebron on connecta amb la L3.

## Història
Les obres de construcció de l'estació s'inicien el 20 de març de 1964 en el perllongament de 688 metres de la línia II des de Vilapicina, que s'havia inaugurat el 1959. El 5 de juliol de 1967 quedaven enllestits els treballs i el 5 d'octubre s'obria l'estació.
Com a la resta de la línia II, s'instal·laren a les vies de l'estació plaques metàl·liques que permetien la conducció automàtica dels trens. La connexió i unió el 1970 de la línia II a la línia V a la Sagrada Família va suposar l'abandonament del sistema automàtic dels combois en adaptar-se l'operació a la resta de la línia.
El 18 de setembre del 2009 les vies de la cua de maniobres de l'estació va quedar enllaçades amb el perllongament de la línia cap a la Vall d'Hebron. Aquests treballs que van suposar el tancament de l'estació durant 6 setmanes. El dia 30 de juliol de 2010 s'obria l'ampliació a la Vall d'Hebron i l'estació deixava de ser final de línia.

## Serveis ferroviaris
| Metro de Barcelona     |            |       |           |                        |
| Procedència/Destinació | <          | Línia | >         | Procedència/Destinació |
| Cornellà Centre        | Vilapicina |       | El Carmel | Vall d'Hebron          |